# Sønder Omme
Sønder Omme er en by i Sydjylland med 1.710 indbyggere  (2024), beliggende 30 km sydøst fra Skjern, 20 km øst for Ølgod, 26 km sydøst for Tarm, 21 km sydvest for Brande og 10 km nord for kommunesædet Grindsted. Byen hører til Billund Kommune og ligger i Region Syddanmark.
Sønder Omme hører til Sønder Omme Sogn. Sønder Omme Kirke fra 1100-tallet ligger i byen. Omme Å løber gennem byen. 2 km sydøst for byen ligger Statsfængslet ved Sdr. Omme.

## Faciliteter
Sønder Omme Skole har 285 elever, fordelt på 0.-9. klassetrin, og 29 lærere.
Sønder Omme Multicenter består af idrætshal, motionscenter, skydebaner i kælderen, bibliotek, lokalhistorisk arkiv, møde- og klublokaler. Multisalen fungerer som forsamlingshus og kan rumme 150 personer. Cafeen kan lejes til selskaber på 20-50 personer. Udendørs er der bold- og tennisbaner.
Sønder Omme Kro & Hotel har 22 værelser, heraf 4 med terrasse og 2×2, der kan lægges sammen til familieværelser. Kroen er grundlagt i 1780 og er nu på 2.600 m². Selskabslokalerne har plads til 150 personer.
Omme Centret er et plejecenter med 19 faste pladser, 10 rehabiliteringspladser, 4 akutstuer og 1 teknologilejlighed. Hver lejlighed har eget køkken og bad samt en lille terrasse med adgang til grønne arealer. Plejecentret har 47 fastansatte medarbejdere.
Sønder Omme har Fakta, Meny, pizzeria & bageri

## Historie
Det høje målebordsblad fra 1800-tallet viser kun kirke, præstegård, kroen ved vejkrydset og en skole, men ellers ingen bebyggelse. I en beskrivelse fra 1904 er der stadig ingen landsby ved navn Sønder Omme, men livlig aktivitet ved vejkrydset: "Kirkeby, ved Landevejen, med Kirke (1340: Oom), Præstegd., Skole, Damp-, Sav- og Høvleværk, Farveri, Kro og Markedsplads (Marked i April og Sept.)" Stedets oprindelige navn Oom betyder "fjern lyd fra en å".

### Stationsbyen
Sønder Omme fik station på Troldhede-Kolding-Vejen Jernbane (1917-68). Det lave målebordsblad fra 1900-tallet viser at der efter banens start var kommet mejeri, telefoncentral, lægebolig, jordemoderhus samt få gårde og huse. Stadig er Sønder Omme kun navn på sognet, først på topografisk kort 1953-1976 bliver det bynavn, og her har byen desuden fået alderdomshjem og idrætsplads.
Stationen havde 350 m krydsningsspor, troljeskur, vognvægt og sidespor til kartoffelmelfabrik. Vest for stationsbygningen var der 190 m læssespor med sporskifte i begge ender, svinefold, siderampe, to private varehuse og stikspor til offentligt varehus.
Stationsbygningen er bevaret på Stadion Alle 11. Banens tracé er bevaret på en 8 km lang asfalteret sti fra Rahbeksvej til Grindsted.

## Erhverv
Omme Lift er en fjerde generations familievirksomhed, der startede i Sønder Ommes lokale smedje i 1906. Virksomheden producerer trailer- og larvefodslifte med arbejdshøjder, der strækker sig fra 10,5 m for den mindste trailerlift op til 42 m for den højeste larvefodslift. Virksomheden har et produktionsareal på over 18.000 m² og beskæftiger ca. 100 medarbejdere. 85 % af omsætningen er eksport, der går til mere end 70 lande. På de fleste eksportmarkeder foretager importører og agenter service på liftene, men i Tyskland og Frankrig har Omme Lift egne afdelinger.

## Kendte personer
Ved Grindstedvej står en mindesten for landstingsmand Jens Holdgaard.